# Eisaku Sato
Eisaku Sato (japanski: 佐藤 榮作; Tabuse, 27. mart 1901. - Tokio, 3. jun 1975), japanski poliričar koji je od 9. novembra 1964. godine do 7. jula 1972. godine obavljao dužnost premijera Japana. Sato je za premijera biran ukupno tri puta, a s 2797 dana provedenih na čelu vlade, Sato je najdugovečniji japanski premijer u istoriji.
Godine 1974, zajedno s irskim političarem Šonom Makbrajdom, Sato je podelio Nobelovu nagradu za mir, postavši tako prvi i jedini premijer Japana kojem je uručena ta nagrada.

## Rane godine
Sato je rođen 27. marta 1901. godine u Tabusu, prefektura Jamaguči, a studirao je nemačko pravo na Carskom univerzitetu u Tokiu. Godine 1923, položio je stručni ispit, a nakon što je sledeće godine diplomirao, zaposlio se kao službenik u Ministarstvu željeznica. Od 1944. do 1946. radio je kao šef željeznice u Osaki, a od 1947. do 1948. bio je zamenik ministra saobraćaja.
Godine 1949. po prvi puta ulazi u nacionalni parlament, kao predsednik Liberalne stranke.
Od jula 1951. do ula 1952, Sato je obavljao dužnost ministra pošte i telekomunikacija. Postepeno je napredovao japanskom politikom tako da je od januara 1953. do jula 1954. godine obavljao dužnost poverenika kabineta u vladi Šigera Jošide. Ranije je obavljao dužnost ministra građevinarstva.
Nakon što se Liberalna stranka ujedinila s Japanskom demokratskom strankom i formirala Liberalno demokratsku partiju, Sato je od decembra 1957. do juna 1958. bio predsednik izvršnog veća novoformirane stranke. U kabinetima premijerā Kišija (njegovog brata) i Ikede, Sato je obavljao dužnost ministra finansija.
Od jula 1961. do jula 1962, Sato je bio ministar međunarodne trgovine i industrije. Od jula 1963. do juna 1964, istovremeno je bio šef Agencije za razvoj na Hokaidu i Agencije za nauku i tehnologiju, kao i ministar zadužen za organizaciju Olimpijskih igara 1964. u Tokiu.

## Sato kao premijer
Sato je nasledio premijera Ikedu 9. novembra 1964, nakon što je ovaj podneo ostavku zbog lošeg zdravlja. Njegova vlada bila je duža od mnogih, ali krajem 60-ih, delovalo je kao da Sato ima potpunu kontrolu nad celom japanskom vladom. Zbog rastuće ekonomije, bio je izrazitio popularan premijer, dok mu je spoljašnja politika, koja je balansirala između Sjedinjenih Država i Kine, bila lošije organizovana. Politizacija tadašnjih studenata dovela je do brojnih protesta protiv Satove vlade zbog njegove podrške Japansko-američkom sigurnosnom sporazumom, kao i zbog prećutne podrške američkoj intervenciji u Vijetnamu. Protesti su, s vremenom, prerasli u masovnu pobunu što je Sata nateralo da, tokom 1969. godine, na godinu dana zatvori prestižni Univerzitet u Tokiju.
Nakon tri uspešna mandata, Sato je odlučio da se ne natiče i za četvrti. Iako je njegov odabrani naslednik, Takeo Fukuda, pridobio Satovu frakciju na sledećim izborima za parlament, popularniji ministar međunarodne trgovine i industrije, Kakuei Tanaka, pobedio je na izborima, čime je prekinuta dominacija Satove frakcije.

### Odnosi s Kinom i Tajvanom
Eisaku Sato je bio otvoreni antikomunist, što je dovelo do zaoštrenih odnosa sa Narodnom Republikom Kinom, posebno oko pitanja Republike Kine. Godine 1965. Sato je odobrio $150,000,000 zajma Tajvanu. Dve godine kasnije, Sato je posetio Tajvan. Godine 1969. Sato je žustro podržavao stav da je obrana Tajvana ključan faktor za sigurnost Japana. Njegov antikineski stav bio je vidljiv i 1972. kada je Sato, koji je inače podržavao Sjedinjene Države, izrazio protivljenje Niksonovoj poseti NR Kini 1972. godine. Godinu dana ranije, Sato se oštro protivio primanju NR Kine u Ujedinjene nacije.

### Nuklearna politika
Dana 11. decembra 1967. Sato je Japanu predstavio Hikaku San Gensoku, tri načela japanske antinuklearne politike - ne proizvodnji, ne posedovanju i ne uvođenju. Tokom njegova mandata, Japan je potpisao i ratifikovao Sporazum o ograničenju nuklearnog oružja, a njegova tri načela službeno su ratifikovana 1971. godine. Ova politika donela mu je Nobelovu nagradu za mir 1974. godine.
Ipak, savremena istraživanja pokazuju kako je Sato, iza zavese, bio znatno skloniji američkoj ideji o skladištenju nuklearnog oružja u Japanu. U decembru 2008, japanska vlada je objavila dokument koji otkriva kako je Sato, tokom posete Sjedinjenim Državama 1965. godine, s američkim zvaničnicima raspravljao o korištenju nuklearnog oružja protiv Narodne Republike Kine. U decembru 2009. Satov sin je otkrio kako je njegov otac, tokom razgovora s predsednikom Niksonom u decembru 1969. dogovorio stacioniranje američkih nuklearnih bojnih glava na Okinavi, nakon što Japan povrati kontrolu nad ostrvom.

### Problematika Okinave
Još od završetka Drugog svetskog rata, ostrvo Okinava je bilo pod američkom okupacijom. Kada je u januaru 1965. posetio Sjedinjene Države, Sato je otvoreno zatražio od predsednika Lindona Džonsona da ostrvo vrate Japanu. U avgustu iste godine, Sato je postao prvi posleratni premijer Japana koji je posetio ostrvo.
Godine 1969, Sato je sklopio dogovor s Niksonom o repatrijaciji Japana i uklanjanju nuklearnog oružja s ostrva. Dogovor je izazvao kontroverze jer je američkim trupama u Japanu omogućio ostanak na ostrvu i nakon povrata. Okinava je formalno vraćena Japanu u maju 1972, a na temelju tog dogovora, Japan takođe ima potraživanja prema ostrvima Senkaku.

### Odnosi s Jugoističnom Azijom
Tokom Satovog mandata, Japan je učestvovao u formiranju Azijske banke za razvoj 1966. godine i bio domaćin ministarskoj konferenciji na temu ekonomskog razvoja Jugoistočne Azije. To je bila prva međunarodna konferencija koju je sponzorirala japanska vlada, nakon Drugog svetskog rata. Godine 1967. Sato je takođe postao prvi japanski premijer koji je posetio Singapur.

## Kasniji život i smrt
Po završetku premijerskog mandata, Sato se povukao iz politike. Godine 1974. Nobelova zadužbina uručila mu je Nobelovu nagradu za mir, „zbog njegovog odbijanja uvođenja nuklearnog oružja u Japan i truda uloženog u regionalno pomirenje.” On je bio prvi azijac koji je primio Nobelovu nagradu za mir. (Godine 1973, Vijetnamski političar Le Duk To je postao prvi azijac koji je dobio nagradu, ali ju je To odbio.) Nagradu je podelio sa Šonom Makbrajdom. Sato je postao prvi i jedini premijer Japana kojemu je uručena ta nagrada, ujedno i prvi i jedini Japanac (drugi Japanci su dobili nagrade u ostalim kategorijama). Ovaj događaj je u Japanu imao veliki odjek, a komemorisan je i u stripu Tensai Bakabon, autora Fujija Akacuke.
Dok je boravio u restoranu 19. maja 1975, Sato je pretrpio teški moždani udar zbog kojeg je završio u komi. Preminuo je 3. juna 1975. godine u 12:55, u Medicinskom centru Univerziteta Jikei. Nakon javne ceremonije, kremiran je, a pepeo mu je položen u porodičnu grobnicu u Tabuseu.
Posthumno je odlikovan lentom Reda hrizanteme, najvišeg odlikovanja u Japanu.

## Nagrade
Sato je primio sledeće nagrade:
- Viteški veliki krst Reda Izabele Katoličke (1965)
- Nagrada zlatni fazan Škotske asocijacije Japana (1970)[10]
- Veliki kordon Reda hrizanteme (3. novembra 1972)
- Nobelova nagrada za mir (12 May 1974)[1]
- Okovratnik reda hrizanteme (3. juna 1975)
- Prvi rang juniora (3. juna 1975)

### Strana odlikovanja
- Malaysia : Počasni veliki zapovednik Reda branilaca kraljevstva (S.M.N.) (1967)[11]

## Privatni život
Sato je 1926. godine oženio Hiroko Macuoku, kći japanskog diplomata Josuke Macuoke; s njom je imao dva sina, Rijutaroa i Šinjija. Godine 1969. u intervjuu koji je dala piscu Šusaku Endou za časopis Šukan Asahi, njegova supruga ga je optužila da je bio razvratnik i zlostavljač. Neki od njegovih hobija su bili golf, pecanje i japanska čajna ceremonija.
Nobusuke Kiši, 37. premijer Japana, bio je njegov stariji brat. On i njegova supruga dolaze iz porodice samurajskog porekla.

## Literatura
- Allisonson, Gary D. Japan’s Postwar History.
- Ambrose, Stephen & Brinkley, Douglas. The Rise to Globalism. Longman. 1998.  978-0-14-026831-7..
- Feiler, Bruce. Learning to Bow:Inside the Heart of Japan. Harper. 2004.  978-0-06-057720-9.
- MacMillian, Margaret. Nixon and Mao: The Week that Changed the World. Random House. 2008.  978-0-8129-7057-9.
- Eddy Dufourmont, "Satô Eisaku, Yasuoka Masahiro and the Re-Establishment of 11 February as National Day: the Political Use of National Memory in Postwar Japan", in Wolfgang Schwentker and Sven Saaler ed., The Power of Memory in Modern Japan, Global Oriental, 2008, p. 204–222.